# Thomas Dreßen
Thomas Dreßen, né le 22 novembre 1993 à Garmisch-Partenkirchen, est un skieur alpin allemand, spécialiste des épreuves de vitesse, auteur de son premier succès en Coupe du monde le 20 janvier 2018 lors la descente de Kitzbühel.

## Biographie
En 2005, alors qu'il est âgé de 12 ans, son père décède dans un accident de télécabine à Sölden : un bloc de béton de 750 kg tiré par un hélicoptère heurte la cabine ; il y a neuf morts. À partir de là, la station autrichienne, qui accueille chaque année l'épreuve d'ouverture de la Coupe du monde, finance la carrière de Thomas Dreßen. Membre du club de ski de Mittenwald, il prend part aux courses FIS depuis 2008.
Vice-champion du monde junior de slalom géant en 2012 et de descente en 2014, il fait ses débuts en Coupe du monde lors de la saison 2015. L'hiver suivant, il marque ses premiers points avec une 23e place en descente à Lake Louise, suivie notamment d'une seizième place en combiné à Chamonix. En février 2017, il signe son premier top dix avec une sixième place à la descente de Kvitfjell et honore sa première sélection en championnat du monde à Saint-Moritz, où il est douzième de la descente et quatorzième du combiné.
Il monte sur son premier podium de coupe du monde le 2 décembre 2017 lors de la descente de Beaver Creek et remporte sa première victoire le 20 janvier 2018 dans la descente de Kitzbühel : dossard N°19, il crée la surprise en devançant de 20/100e de seconde Beat Feuz qui occupait la tête du classement jusqu'alors. En fin de saison, le 10 mars, il remporte sa deuxième victoire en descente sur l'Olympiabakken de Kvitfjell.
Le 30 novembre 2018, lors de la deuxième descente de la saison à Beaver Creek, Thomas Dreßen perd le contrôle à très haute vitesse (plus de 100 km/h) et termine violemment sa course dans les filets de protection. Il est victime d'une rupture des ligaments croisés antérieur et postérieur du genou droit, et a l'épaule démise. Sa saison 2018-2019 s'arrête là. Un an plus tard jour pour jour, pour sa première course après sa blessure, la descente de Lake Louise qui ouvre le 30 novembre la saison 2019-2020 pour les épreuves de vitesse, il s'impose en battant Dominik Paris de 2 centièmes de seconde.
Il s'impose ensuite à domicile, à Garmisch le 1er février 2020 dans la descente. Il s'élance avec le dossard n°1, établit le meilleur temps, et devance Aleksander Aamodt Kilde et Johan Clarey. Continuant sur sa lancée, Thomas Dreßen remporte une troisième descente dans la saison, à Saalbach le 13 février, où il est troisième le lendemain sur le super G.
Malgré son opération au bassin en novembre 2020, il arrive à être sélectionné pour la descente des Championnats du monde 2021, à Cortina d'Ampezzo. Il finit 18e de cette course et s'agit de sa seule course dans l'élite de l'hiver.
Pas remis suffisamment de son opération au genou, il doit faire la croix sur la participation aux Jeux olympiques de 2022.
Il arrête sa carrière en janvier 2024 à l'issue d'une descente disputée à Kitzbühel.

## Palmarès

### Jeux olympiques
| Épreuve / Édition   | Descente | Super G | Combiné |
| ------------------- | -------- | ------- | ------- |
| JO 2018 Pyeongchang | 5e       | 12e     | 9e      |

### Championnats du monde
| Épreuve / Édition               | Descente | Super G | Slalom géant | Slalom | Combiné |
| ------------------------------- | -------- | ------- | ------------ | ------ | ------- |
| Mondiaux 2017 Saint-Moritz      | 12e      | Abandon | -            | -      | 14e     |
| Mondiaux 2021 Cortina d'Ampezzo | 18e      | -       | -            | -      | -       |

### Coupe du monde
- Meilleur classement général : 8e en 2018.
- 11 podiums (8 en descente et 3 en super G), dont 5 victoires.

#### Détail des victoires
| Année     | Descente                      | Super G | Total |
| --------- | ----------------------------- | ------- | ----- |
| 2017-2018 | Kitzbühel Kvitfjell           |         | 2     |
| 2019-2020 | Lake Louise Garmisch Saalbach |         | 3     |
| Total     | 5                             |         | 5     |

#### Classements par saison
| Saison / Classement | Saison / Classement | Général | Général | Descente | Descente | Slalom | Slalom | Slalom géant | Slalom géant | Super G | Super G | Combiné | Combiné |
| ------------------- | ------------------- | ------- | ------- | -------- | -------- | ------ | ------ | ------------ | ------------ | ------- | ------- | ------- | ------- |
| Saison / Classement | Saison / Classement | Class.  | Points  | Class.   | Points   | Class. | Points | Class.       | Points       | Class.  | Points  | Class.  | Points  |
| 2016                | 2016                | 109e    | 31      | 43e      | 16       | -      | -      | -            | -            | -       | -       | 30e     | 15      |
| 2017                | 2017                | 68e     | 102     | 25e      | 69       | -      | -      | -            | -            | 31e     | 29      | 39e     | 4       |
| 2018                | 2018                | 8e      | 672     | 3e       | 446      | -      | -      | -            | -            | 11e     | 163     | 8e      | 63      |
| 2020                | 2020                | 9e      | 602     | 2e       | 438      | -      | -      | -            | -            | 9e      | 164     | -       | -       |

### Championnats du monde junior
- Roccaraso 2012 :
  -  médaille d'argent en slalom géant.
- Jasná 2014 :
  -  médaille d'argent en descente.

### Coupe d'Europe
- 2 podiums.

### Championnats d'Allemagne
- Champion en descente en 2015 et 2018.
- Champion en super combiné en 2015.